# Antipodi (mitologia)
Gli Antipodi o Abarimoni, nella  mitologia romana, sono un leggendario popolo mostruoso con caratteristiche fisiche particolari. Vengono descritti da Plinio il Vecchio come esseri dotati di piedi capovolti, con il calcagno avanti e le dita dietro.
Questo popolo viveva secondo la leggenda in una grande valle chiamata Abarimo sul monte Imao (l'odierna Himalaya).
La loro particolarità fa degli Antipodi creature mostruose, forse utilizzate dagli antichi come simbolo del rovesciamento del mondo.